# Zoolander
Zoolander ist eine Filmkomödie aus dem Jahr 2001. Ben Stiller führte Regie, schrieb am Drehbuch mit, war Koproduzent und spielte die Hauptrolle. 2016 erschien mit Zoolander 2 eine Fortsetzung.

## Handlung
Der in New York lebende Derek Zoolander ist das bekannteste männliche Model der Welt. Er hat dreimal in Folge den „Male Model of the Year“-Award gewonnen und hofft auch in diesem Jahr auf den Titel, hat aber einen großen Konkurrenten: den Neueinsteiger Hansel (englisch wie auch phonetisch an die in den USA recht populäre deutsche Märchenfigur Hänsel erinnernd, ausgesprochen wie diese). Als Hansel als Gewinner verlesen wird, stürmt Zoolander im Glauben, erneut gewonnen zu haben, auf die Bühne, um den Preis entgegenzunehmen. Nach diesem peinlichen Zwischenfall verlässt er gedemütigt und voller Selbstzweifel die Veranstaltung.
Im Publikum haben der Modezar Mugatu und Zoolanders Agent Ballstein das Geschehen aufmerksam beobachtet. Mugatu war kurz zuvor von einem Zirkel der mächtigsten Modeschöpfer beauftragt worden, einen Attentäter zur Ermordung des Premierministers von Malaysia auszusuchen. Malaysia steht kurz davor, Gesetze gegen Kinderarbeit zu erlassen, was für die Modebranche schwere Einbußen bedeuten würde. Von Zoolanders Einfältigkeit überzeugt, glaubt Mugatu, den richtigen Mann gefunden zu haben.
Am folgenden Tag kommen Zoolanders Mitbewohner und Kollegen bei einer selbstverschuldeten Tankstellenexplosion ums Leben. Für ihn ist dies das letzte Zeichen, und auf der Beerdigung erklärt er vor den Trauergästen und der Presse seinen Abschied aus der Modebranche. Zoolander beschließt, den Sinn des Lebens zu finden, und reist in seinen Heimatort nach New Jersey, um sich wie sein Vater und seine Brüder als Bergarbeiter zu versuchen. Ernüchtert durch die harte Arbeit und die offene Feindschaft seiner Familie kehrt er jedoch wenig später in die Großstadt zurück.
Hier bietet ihm der Modeschöpfer Mugatu ein Comeback an. Zoolander soll bei einer Modenschau Mugatus neuste Kollektion „Derelicte“ vorstellen, bei der auch der Premierminister als Ehrengast zugegen sein wird. Mittels Gehirnwäsche gelingt es Mugatu, Zoolander so zu programmieren, dass er während des Titels Relax von Frankie Goes to Hollywood den Mord verüben wird.
Währenddessen kommt Matilda Jeffries, eine Journalistin des Nachrichtenmagazins Time, mithilfe eines anonymen Anrufers auf die Spur Mugatus. Zusammen mit Zoolander trifft Matilda auf einem Friedhof den Informanten J. P. Prewitt, der sich als ehemaliges Handmodel zu erkennen gibt. Kaum hat er beide über das Mordkomplott der Modeschöpfer aufgeklärt, wird Prewitt von den auftauchenden Schergen Mugatus erschossen. Zoolander und Jeffries gelingt die Flucht.
Auf der Suche nach einem sicheren Versteck beschließen beide, Hansel aufzusuchen. Der überraschte Hansel willigt nach einer Aussöhnung mit Zoolander ein und bietet seine Hilfe an. Anderntags versuchen die drei in den verbleibenden Stunden bis zur „Derelicte“-Präsentation Hinweise auf den Auslöser zu finden, der Zoolander zum Mord veranlassen soll. Die Unternehmung scheitert, als es Hansel und Zoolander nicht gelingt, an die Daten auf Ballsteins Computer zu kommen.
Unverrichteter Dinge treffen sich beide mit der Journalistin auf der Modenschau wieder. Als der DJ während Zoolanders Auftritt Relax auflegt, stürmt Zoolander auf den Premierminister los. In letzter Sekunde gelingt es Hansel, den DJ zu überwältigen und den Stecker der Plattenspieler zu ziehen.
Ballstein gesteht daraufhin das Mordkomplott, worauf Mugatu einen Wurfstern zieht und den Premierminister eigenhändig zu töten versucht. Zoolander kann den Stern mithilfe seines neuartigen „Magnum“-Gesichtsausdrucks aufhalten und zugleich das Publikum von seinen Modelqualitäten überzeugen.

## Plagiatsvorwurf
Glamorama, ein satirischer Roman aus dem Jahr 1998 von Bret Easton Ellis, Autor von American Psycho, erzählt die Geschichte eines stumpfsinnigen männlichen Fotomodells, das zum Werkzeug einer internationalen Terrorverschwörung wird, die die internationale Modeindustrie als Tarnung benutzt. 2005 ließ Ellis verlauten, dass ihm die Ähnlichkeiten zwischen Zoolander und Glamorama bewusst seien und er über rechtliche Schritte nachdenke. Ellis wurde daraufhin in einem BBC-Interview auf das Thema angesprochen und sagte dazu nur, dass er sich wegen des Stillschweigens über eine außergerichtliche Einigung nicht mehr zu diesem Thema äußern dürfe.

## Hintergrund
- Die Figur des Models Derek Zoolander erfand Ben Stiller nach eigenen Angaben zusammen mit Drake Sather für einen kurzen Einspielfilm im Rahmen der VH1 Fashion Awards 1996.

- Da der Film in New York City spielt und während der Dreharbeiten die beiden Zwillingstürme des World Trade Center noch standen, wurden sie für die Veröffentlichung des Films kurz nach den Anschlägen vom 11. September 2001 digital entfernt.[5]

- Im Film sind Ben Stillers Ehefrau Christine Taylor, sein Vater Jerry Stiller, seine Mutter Anne Meara, seine Schwester Amy Stiller sowie sein Schwager Mitch Winston zu sehen.

- Zahlreiche bekannte Personen haben im Film einen Gastauftritt und spielen sich selbst: Donald und Melania Trump, Christian Slater, Tom Ford, Cuba Gooding Jr., Steve Kmetko, Tommy Hilfiger, Natalie Portman, Fabio Lanzoni, Lenny Kravitz, Gwen Stefani, Heidi Klum, Mark Ronson, Paris Hilton, David Bowie, Tyson Beckford, Fred Durst, Lance Bass, Lil’ Kim, Garry Shandling, Claudia Schiffer, Veronica Webb, Lukas Haas, Carmen Kass, Frankie Rayder, Victoria Beckham, Sandra Bernhard, Emma Bunton, Stephen Dorff, Ethan Higbee, Karl Lagerfeld, Gavin Rossdale, Winona Ryder, Shavo Odadjian, Billy Zane.

- Die Szene, in der versucht wird, den ungewöhnlich gestalteten Computer (einen Apple iMac) einzuschalten, ist aufgrund der musikalischen Untermalung, der immer affenähnlicheren Bewegungsabläufe und Laute und nicht zuletzt aufgrund des großen Knochens eine Anspielung auf den ersten Akt „Der Morgen der Menschheit“ (im Original: „The Dawn of Man“) aus dem Film 2001: Odyssee im Weltraum.

## Kritiken
„Das schrille Kostümdesign mit Anleihen bei der Altkleidersammlung, Persiflagen auf ‚2001‘ und ‚Matrix‘, auf Video- und Werbeclips und ein wirklich dramatischer Breakdance-Showdown bringen die Zeitgeistkomödie auf modische Fasson. In Zoolanders Stiftungsinitiative ‚für Kinder, die nicht so richtig gut lesen können‘ erscheint sogar das soziale Engagement des Jet-Set in einem völlig neuen Licht. So pendelt Stiller zwischen offenem Klamauk und trefflicher Satire, und verspricht brutalst mögliche Aufklärung in der alle bewegenden Frage: ‚Kann man vom Leben mehr erwarten, als wirklich verdammt gut auszusehen?‘.“

„Die Handlung ist als loser Umhang um eine Parzival-Figur geworfen, ein Reinfall jagt den nächsten, und irgendwann hört man auf, sich zu wundern, wie so viel Schwachsinn in einen einzigen Menschen passen kann. Entweder stellt man dann mit klammheimlichem Vergnügen fest, dass man albern genug ist, über ‚Zoolander‘ zu lachen oder lässt es eben bleiben. Fünf Jahre nach ‚The Cable Guy‘ hat Ben Stiller bei ‚Zoolander‘ wieder Regie geführt und fühlt sich in seiner Doppelrolle vor und hinter der Kamera ganz offensichtlich wohl. […] Der große Komödienwurf, der Stiller durchaus zuzutrauen wäre, ist ‚Zoolander‘ dabei aber nicht geworden – er war wohl auch gar nicht geplant. Das Ganze ist ungezügelter Klamauk und sein Regisseur für dieses Mal damit zufrieden.“

„‚Zoolander‘ ist kein Meisterwerk. Selbst auf komödiantischer Ebene hätte man mehr herausholen können, da man einige Male minutenlang auf den nächsten Gag warten muss. Trotzdem ist der Film sehr unterhaltsam, sofern man keine inhaltlichen Ansprüche stellt. Die Gastauftritte der Promis aus Musik, Mode und Film wirken auf Dauer auch mehr unterhaltend als nervig, auch wenn sie im Grunde absolut überflüssig sind. Das ist aber, wenn man es genau nimmt, der ganze Film, womit man über die offensichtlichen Mängel hinwegsehen sollte. ‚Zoolander‘ unterhält, und das ist für so einen Film sicher das wichtigste.“

„Obschon bereits Dokumentationen über das Fashion Business, etwa Catwalk oder Unzipped, wie ihre eigenen Parodien daherkamen, gelingt es Stiller, die abgedrehte Scheinwelt dieses egozentrischen Mikrokosmos noch weiter zu überhöhen und damit unweigerlich zu demaskieren. Leichtfüßig und doch präzise karikiert Zoolander sämtliche infamen Auswüchse der glitzernden Scheinwelt, platziert seine Gags punktgenau und wartet mit jenen wunderhübschen Szenen auf, die etwa bei den MTV Movie Awards immer so schmerzlich vermißt werden.“

„Überzeichnete Parodie auf die selbstgefällige Welt der Schönen, Reichen und Wichtigen, die allerdings niemandem weh tut und deren alberner Humor nicht für einen abendfüllenden Spielfilm reicht. Auch in der Schauspielerführung weist der Film eklatante Mängel auf.“

## Auszeichnungen
- Bei der Verleihung der MTV Movie Awards 2002 war der Film in fünf Kategorien nominiert.
- Bei den Satellite Awards 2002 war Ben Stiller für einen Preis nominiert.
- Ben Stiller gewann bei den Teen Choice Awards 2002 einen Preis in der Kategorie Film – Choice Hissy Fit für seine Wutanfall-Szene, darüber hinaus war Stiller in der Kategorie Film – Choice Actor, Comedy nominiert, sowie der Film in der Kategorie Film – Choice Movie, Comedy.
- Die Deutsche Film- und Medienbewertung FBW in Wiesbaden verlieh dem Film das Prädikat „besonders wertvoll“.[11]

## Fortsetzung
Im Januar 2011 bestätigte Ben Stiller, dass es eine Fortsetzung geben werde. Am 10. März 2015 wurde bei einem Auftritt von Ben Stiller und Owen Wilson auf einer Modenshow von Valentino auf der Pariser Fashion Week bekannt, dass die Dreharbeiten zu Zoolander 2 im Frühjahr 2015 beginnen sollten und der Film voraussichtlich 2016 in die Kinos kommen werde. Zoolander 2 lief schließlich am 12. Februar 2016 in den US-amerikanischen Kinos und am 18. Februar 2016 in Deutschland an.